# 青年の主張 (曲)
『青年の主張』（せいねんのしゅちょう）は、とんねるずの4枚目のシングル。1985年4月21日に発売。

## 概要
歌の部分はサビ部分のみで、大部分が勢いのあるロック調の曲をバックにしての「NHK青年の主張全国コンクール」を想わせる台詞で構成されている。
1コーラス目がイシバシタカアキさん（石橋貴明）の主張『乾布摩擦のすすめ』、2コーラス目がキナシノリタケ子さん（木梨憲武）の主張『アイドルの追っかけをやってよかったこと』である。
『月刊明星』1985年6月号付属歌本にレコードで発売された歌詞と違う歌詞が掲載。そのテイクは2021年現在でも未発表のままである。

メロディ、リズムの一部はディープ・パープルのハイウェイ・スターのオマージュ。アルバム『仏滅そだち』に収録された「New Version」では、石橋の台詞でハイウェイ・スターに似ていることに言及、「シャレとして」パクリではない、と否定している。

## 収録曲
1. 青年の主張
  - 作詞：秋元康／作曲・編曲：見岳章
2. 銀河の交番 (Studio Version)
  - 作詞：秋元康／作曲:松尾一彦／編曲：見岳章
  - アルバム「成増」からのシングル・カット。アレンジは両方同じだが、アルバムでは”擬似ライヴ仕立て”であるのに対し、”観客の歓声やとんねるずの観客への煽りがない”、”歌詞の一部がアルバムと異なる”、”演奏より先にヴォーカルだけ最後にフェイドアウトする”、等の違いがある。